# سليمة رخروخ
سليمة رخروخ صحفية جزائرية من مواليد 1966 ، تشتغل حاليا بالتلفزيون الجزائري كرئيسة تحرير للجريدة الاخبارية اليومية التي يبثها التلفزيون الجزائري  خمس مرات في اليوم وهي فضلا عن ذلك أديبة تتقن وتتذوق الشعر العربي والفرنسي.
تستعمل سليمة اللغة الفرنسية كتابة ونطقا بالمهارة نفسها التي تجيد بها اللغة العربية. وهو الشيء الذي أهلها لتشتغل مصححة لغوية لدى بعض الجرائد المكتوبة بالجزائر، فهي المذيعة الجزائرية الوحيدة التي تحرر أخبارها وتذيعها دون أن تتم مراجعة ما تكتبه من طرف أي مختص.